# Холируд (Канзас)
Холируд (енгл. Holyrood) град је у америчкој савезној држави Канзас.

## Демографија
По попису из 2010. године број становника је 447, што је 17 (-3,7%) становника мање него 2000. године.
| Група             | 2000.       | 2010.       |
| Белци             | 452 (97,4%) | 433 (96,9%) |
| Афроамериканци    | 0 (0,0%)    | 0 (0,0%)    |
| Азијати           | 0 (0,0%)    | 1 (0,2%)    |
| Хиспаноамериканци | 10 (2,2%)   | 3 (0,7%)    |
| Укупно            | 464         | 447         |